# Henry Street (Dublin)
Henry Street (irsk: Sráid Anraí) er den ene gade, der ligger i Dublins Northside-område, og det er den ene af de to primære handelsgader i byen, hvor Grafton Street er den anden.
Henry Street løber fra Spire of Dublin og General Post Office på O'Connell Street i øst til Liffey Street i vest. Ved Liffey Street bliver Henry Street til Mary Street, der også er en handelsgade, indtil den slutter ved krydset med Capel Street. Henry Street og Mary Street bliver ofte betragtet som én gade, og sammen med North Earl Street og Talbot Street danner de én lang handelsgade.
Gaden rummer flere stormagasiner, heriblandt det Irlands; Arnotts, samt Roches Stores og Ilac Centre